# 파지아노 오카야마
파지아노 오카야마(일본어: ファジアーノ岡山, Fagiano Okayama)는 오카야마현 오카야마시에 위치한 일본의 축구 클럽으로 파지아노(Fagiano 파자노[*])는 이탈리아어로 꿩을 의미하는데 일본 전설에 나오는 영웅 모모타로에서 따왔다.

## 역사
파지아노 오카야마는 1975년 가와사키 제철 미즈시마 축구부가 모태이고, 지역 리그에 소속되어 있었다. 2003년, 파지아노 오카야마로 팀명을 바꾸었다. 2005년 파지아노 오카야마는 주고쿠 지역 리그로 승격하였다. 2007년 7월, 파지아노는 일본풋볼리그보다 하위 리그에서 뛰며 J리그 연맹에 가입한 첫 번째 클럽이 되었다. 2007년 12월 2일, 파지아노는 일본풋볼리그로 승격하였다. 2008년, 그들은 일본풋볼리그에서 4위로 마치며 도치기 SC, 카탈레 도야마와 함께 J리그 승격자격을 얻었다.

## 선수 명단

### 현역
참고: FIFA 자격 규정에 따라 소속된 국가대표팀 국기를 표시합니다. 선수는 복수의 FIFA 비회원국 국적을 가지고 있을 수 있습니다.
| 번호 | 포지션 | 국적 | 이름              |
| ---- | ------ | ---- | ----------------- |
| 9    | FW     |      | 글레이송          |
| 49   | GK     |      | 스벤드 브로데르센 |

| 번호 | 포지션 | 국적 | 이름 |
| ---- | ------ | ---- | ---- |
| 99   | FW     |      | 루캉 |

## 역대 감독
| 감독              | 임기      |
| ----------------- | --------- |
| 데즈카 사토시     | 2007~2009 |
| 가게야마 마사나가 | 2010~2014 |
| 나가사와 데쓰     | 2015~2018 |
| 아리마 겐지       | 2019~2021 |
| 기야마 다카시     | 2022 ~    |